# ریوا، بیکوز

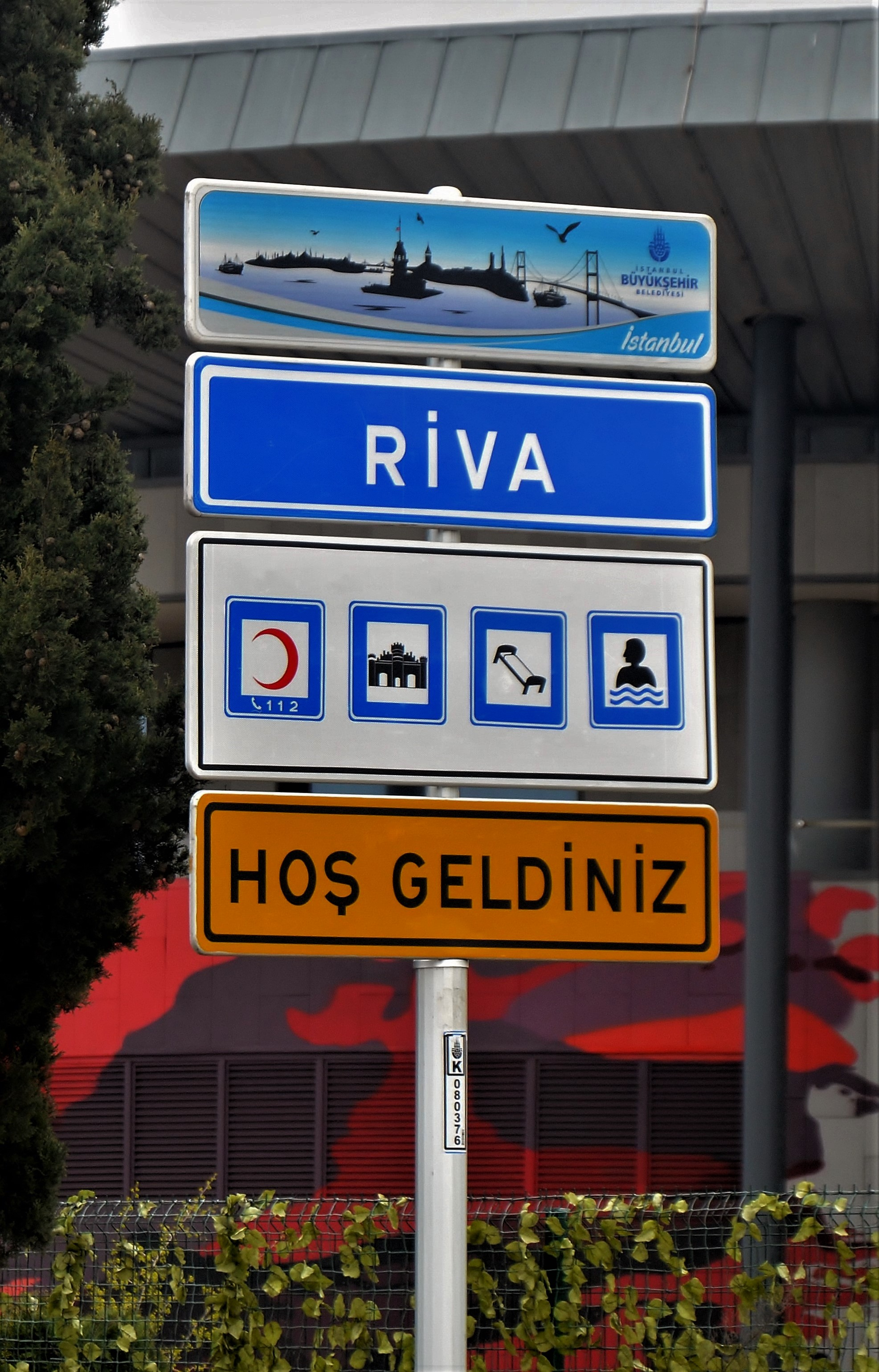
منطقه مسکونی در ترکیه

ریوا، بیکوز (به ترکی استانبولی: Riva) یک روستای قدیمی در بیکوز، استان استانبول، ترکیه واقع شده است.
قلعه ریوا بازمانده از دوران امپراطوری بیزانس بر روی تپه‌ای در این منطقه بنا شده است. ریوا ۱٬۵۸۵ نفر جمعیت دارد و ۱۵ متر بالاتر از سطح دریا واقع شده است. بیکوز با سابقه سه هزار ساله خود اولین مکانی است که عثمانی در استانبول فتح کرده بودند
در بیکوز که گذشته تاریخی آن به ۷۰۰ سال قبل از میلاد مسیح بر می‌گردد، کارهای زیادی وجود دارد. رالی و
ورزشهای جنگلی، سازمان اردوی پیشاهنگی، فدراسیون فوتبال ترکیه، تیراندازی با کمان و گردشگری ساحلی و …